# Novo Airão
Novo Airão – miasto i gmina w Brazylii, w stanie Amazonas. Znajduje się w mezoregionie Norte Amazonense i mikroregionie Rio Negro.